# بريان ألتون
بريان ألتون (بالإنجليزية: Bryan Alton)‏ هو جراح وسياسي أيرلندي، ولد في 5 يونيو 1919، وتوفي في 18 يناير 1991. انتخب عضو مجلس الشيوخ من أيرلندا عن دائرة National University of Ireland (constituency) ‏ وقد انضم خلال فترته النيابية ‏ (23 يونيو 1965 – 24 يوليو 1969) للكتلة البرلمانية مستقل وانتخب عضو مجلس الشيوخ من أيرلندا عن دائرة National University of Ireland (constituency) ‏ وقد انضم خلال فترته النيابية ‏ (5 نوفمبر 1969 – 30 أبريل 1973) للكتلة البرلمانية مستقل.